# Bourbon-Lancy
Bourbon-Lancy és un municipi francès, situat al departament de Saona i Loira i a la regió de Borgonya - Franc Comtat. L'any 2007 tenia 5.401 habitants.

## Demografia

### Població
El 2007 la població de fet de Bourbon-Lancy era de 5.401 persones. Hi havia 2.498 famílies, de les quals 970 eren unipersonals (400 homes vivint sols i 570 dones vivint soles), 842 parelles sense fills, 508 parelles amb fills i 178 famílies monoparentals amb fills.
La població ha evolucionat segons el següent gràfic:
Habitants censats

### Habitatges
El 2007 hi havia 3.134 habitatges, 2.528 eren l'habitatge principal de la família, 319 eren segones residències i 287 estaven desocupats. 2.149 eren cases i 946 eren apartaments. Dels 2.528 habitatges principals, 1.539 estaven ocupats pels seus propietaris, 930 estaven llogats i ocupats pels llogaters i 59 estaven cedits a títol gratuït; 33 tenien una cambra, 213 en tenien dues, 624 en tenien tres, 803 en tenien quatre i 855 en tenien cinc o més. 1.595 habitatges disposaven pel capbaix d'una plaça de pàrquing. A 1.202 habitatges hi havia un automòbil i a 915 n'hi havia dos o més.

### Piràmide de població
La piràmide de població per edats i sexe el 2009 era:
| Homes | Edats   | Dones |
| ----- | ------- | ----- |
| 4     | 95 o +  | 32    |
| 28    | 90 a 94 | 52    |
| 56    | 85 a 89 | 108   |
| 36    | 80 a 84 | 80    |
| 144   | 75 a 79 | 184   |
| 120   | 70 a 74 | 188   |
| 180   | 65 a 69 | 228   |
| 144   | 60 a 64 | 180   |
| 156   | 55 a 59 | 128   |
| 236   | 50 a 54 | 176   |
| 220   | 45 a 49 | 228   |
| 176   | 40 a 44 | 208   |
| 144   | 35 a 39 | 164   |
| 200   | 30 a 34 | 164   |
| 164   | 25 a 29 | 164   |
| 176   | 20 a 24 | 104   |
| 160   | 15 a 19 | 160   |
| 168   | 10 a 14 | 96    |
| 96    | 5 a 9   | 136   |
| 112   | 0 a 4   | 108   |

## Economia
El 2007 la població en edat de treballar era de 3.194 persones, 2.269 eren actives i 925 eren inactives. De les 2.269 persones actives 1.981 estaven ocupades (1.080 homes i 901 dones) i 288 estaven aturades (122 homes i 166 dones). De les 925 persones inactives 446 estaven jubilades, 173 estaven estudiant i 306 estaven classificades com a «altres inactius».

### Ingressos
El 2009 a Bourbon-Lancy hi havia 2.496 unitats fiscals que integraven 5.195,5 persones, la mediana anual d'ingressos fiscals per persona era de 17.495 €.

### Activitats econòmiques
Dels 265 establiments que hi havia el 2007, 3 eren d'empreses extractives, 11 d'empreses alimentàries, 3 d'empreses de fabricació d'elements pel transport, 16 d'empreses de fabricació d'altres productes industrials, 24 d'empreses de construcció, 69 d'empreses de comerç i reparació d'automòbils, 7 d'empreses de transport, 29 d'empreses d'hostatgeria i restauració, 3 d'empreses d'informació i comunicació, 14 d'empreses financeres, 14 d'empreses immobiliàries, 20 d'empreses de serveis, 32 d'entitats de l'administració pública i 20 d'empreses classificades com a «altres activitats de serveis».
Dels 74 establiments de servei als particulars que hi havia el 2009, 1 era una oficina d'administració d'Hisenda pública, 1 gendarmeria, 1 oficina de correu, 5 oficines bancàries, 3 funeràries, 6 tallers de reparació d'automòbils i de material agrícola, 1 taller d'inspecció tècnica de vehicles, 2 autoescoles, 4 paletes, 4 guixaires pintors, 3 fusteries, 8 lampisteries, 3 electricistes, 7 perruqueries, 3 veterinaris, 1 agència de treball temporal, 16 restaurants, 3 agències immobiliàries, 1 tintoreria i 1 saló de bellesa.
Dels 35 establiments comercials que hi havia el 2009, 3 eren supermercats, 1 un supermercat, 1 una gran superfície de material de bricolatge, 7 fleques, 2 carnisseries, 4 llibreries, 3 botigues de roba, 1 una botiga de roba, 1 una botiga d'equipament de la llar, 2 botigues d'electrodomèstics, 1 una botiga d'electrodomèstics, 4 drogueries, 1 un drogueria, 1 una perfumeria i 3 floristeries.
L'any 2000 a Bourbon-Lancy hi havia 37 explotacions agrícoles que ocupaven un total de 2.900 hectàrees.

## Equipaments sanitaris i escolars
El 2009 hi havia 1 hospital de tractaments de curta durada, 2 hospitals de tractaments de mitja durada (seguiment i rehabilitació), 3 farmàcies i 1 ambulància.
El 2009 hi havia 2 escoles maternals i 2 escoles elementals. A Bourbon-Lancy hi havia 1 col·legi d'educació secundària i 1 liceu tecnològic. Als col·legis d'educació secundària hi havia 352 alumnes i als liceus tecnològics 32.

## Poblacions més properes
El següent diagrama mostra les poblacions més properes.